# Jüdischer Friedhof (Echte)

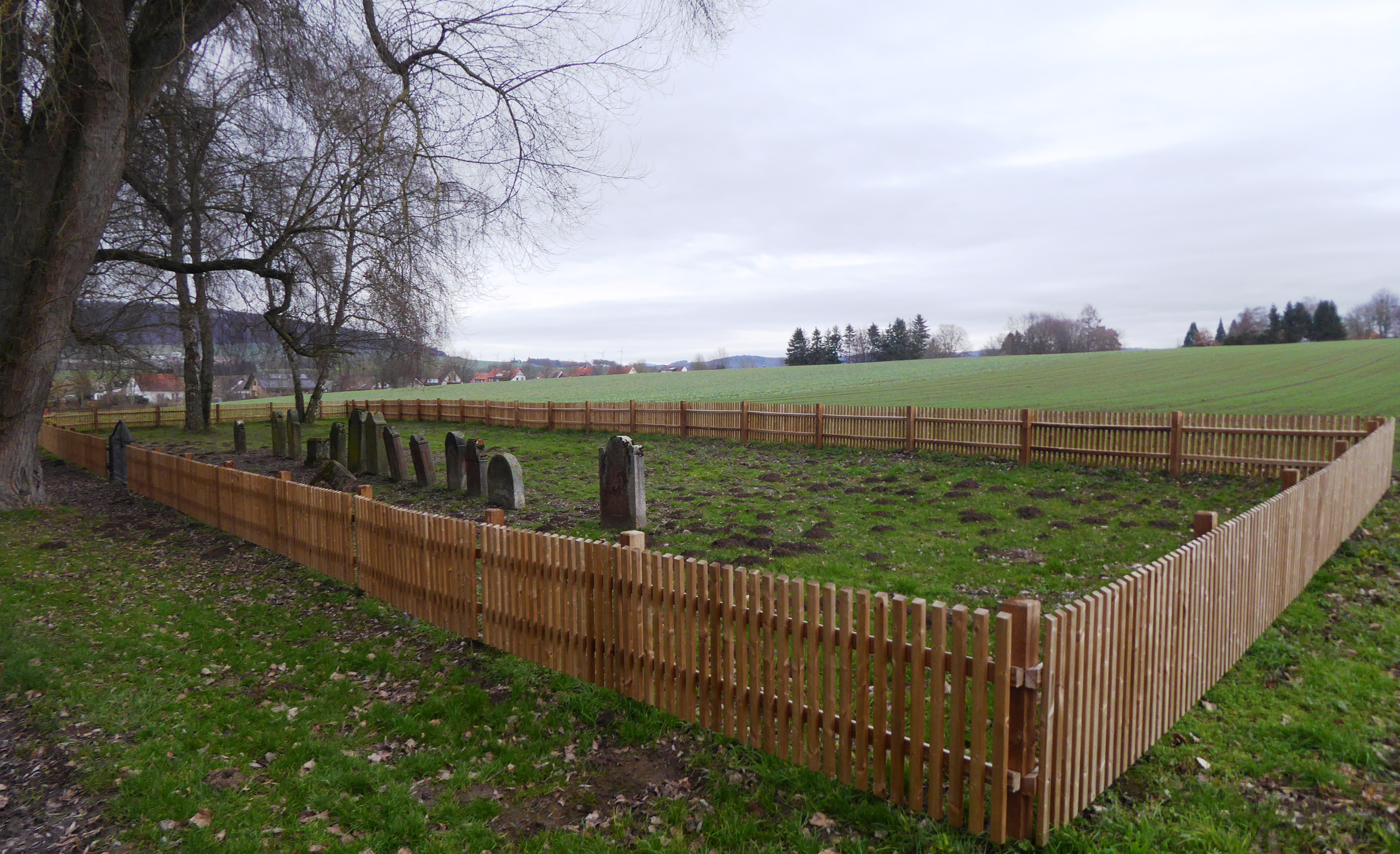
Jüdischer Friedhof bei Echte (2020)

Der Jüdische Friedhof Echte  befindet sich in Echte, einem Ortsteil der Gemeinde Kalefeld im niedersächsischen Landkreis Northeim. Auf dem 1310 m² großen Friedhof am südwestlichen Ortsrand sind 13 Grabsteine erhalten.

## Geschichte
Im Jahr 1884 wurde der jüdische Friedhof erstmals erwähnt. Nach dem 2. Weltkrieg befand er sich im Besitz der Realgemeinde „Die Weideberechtigten“. Im Jahr 1960 erfolgte die Übertragung auf den Landesverband der Jüdischen Gemeinden von Niedersachsen. Damals „war das Gelände völlig verwahrlost, die Einfriedigung niedergetreten, Grabsteine umgefallen, und die freien Flächen mit Kartoffeln, Bohnen und Rüben bepflanzt.“ Im Jahr 1978 übernahm die Gemeinde die Pflege, 2020 präsentierte sich der Friedhof in einem ordentlichen Zustand: Die Grabsteine waren aufgerichtet und die Einfriedigung war erneuert worden.